# 649 Josefa
Josefa (asteróide 649) é um asteróide da cintura principal, a 1,8409732 UA. Possui uma excentricidade de 0,277148 e um período orbital de 1 484,54 dias (4,07 anos).
Josefa tem uma velocidade orbital média de 18,66352675 km/s e uma inclinação de 12,68572º.
Esse asteróide foi descoberto em 11 de Setembro de 1907 por August Kopff.